# Phratora vulgatissima
Phratora vulgatissima es un insecto coleóptero de la familia Chrysomelidae. Fue descrita científicamente en 1758 por Linnaeus.